# Ольдзум
Ольдзум (нім. Oldsum) — громада в Німеччині, розташована в землі Шлезвіг-Гольштейн, на північному узбережжі острова Фер. Входить до складу району Північна Фризія. Складова частина об'єднання громад Фер-Амрум.
Площа — 13,3 км2. Населення становить 510 ос. (станом на 31 грудня 2020).

## Галерея

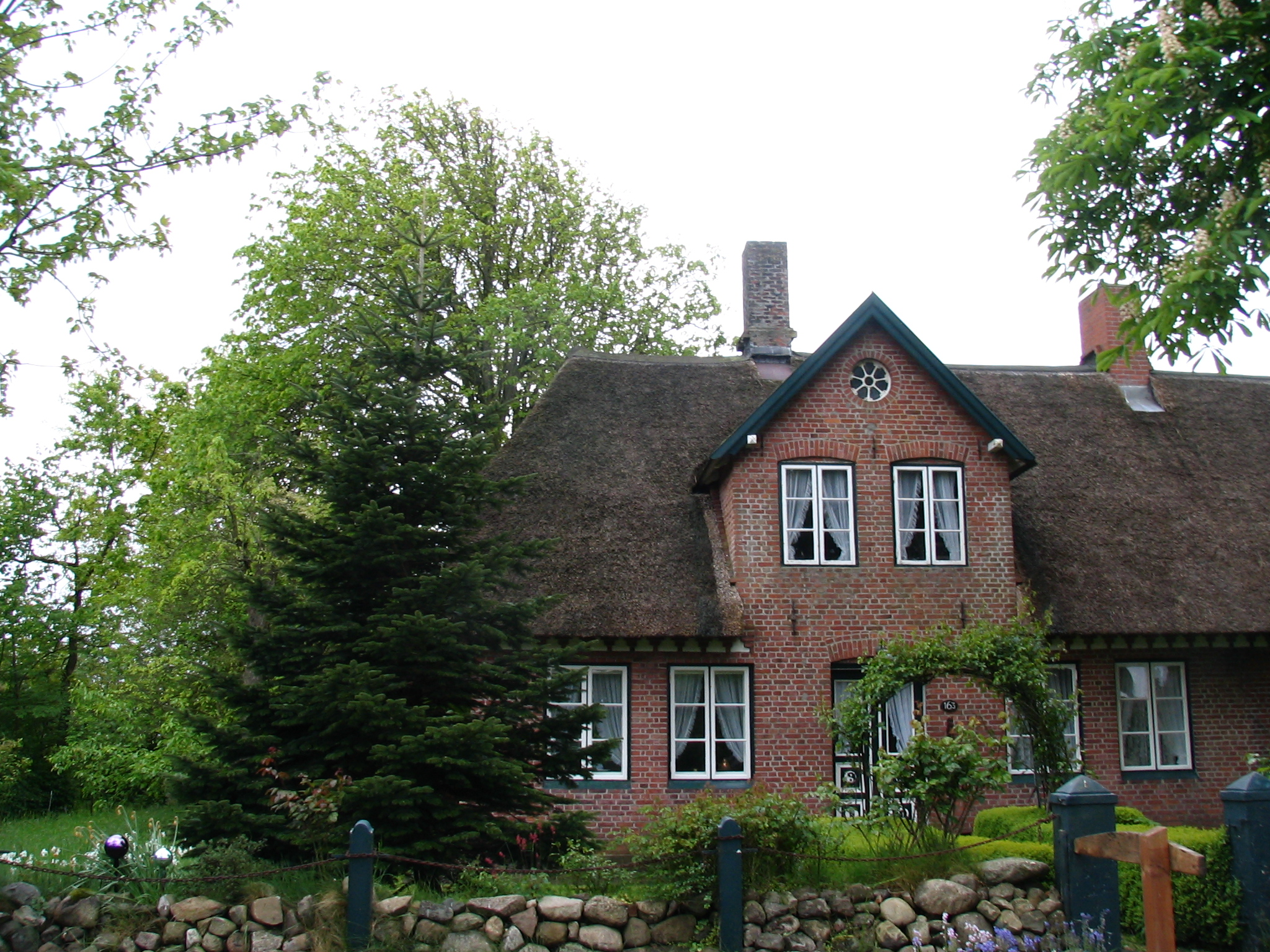
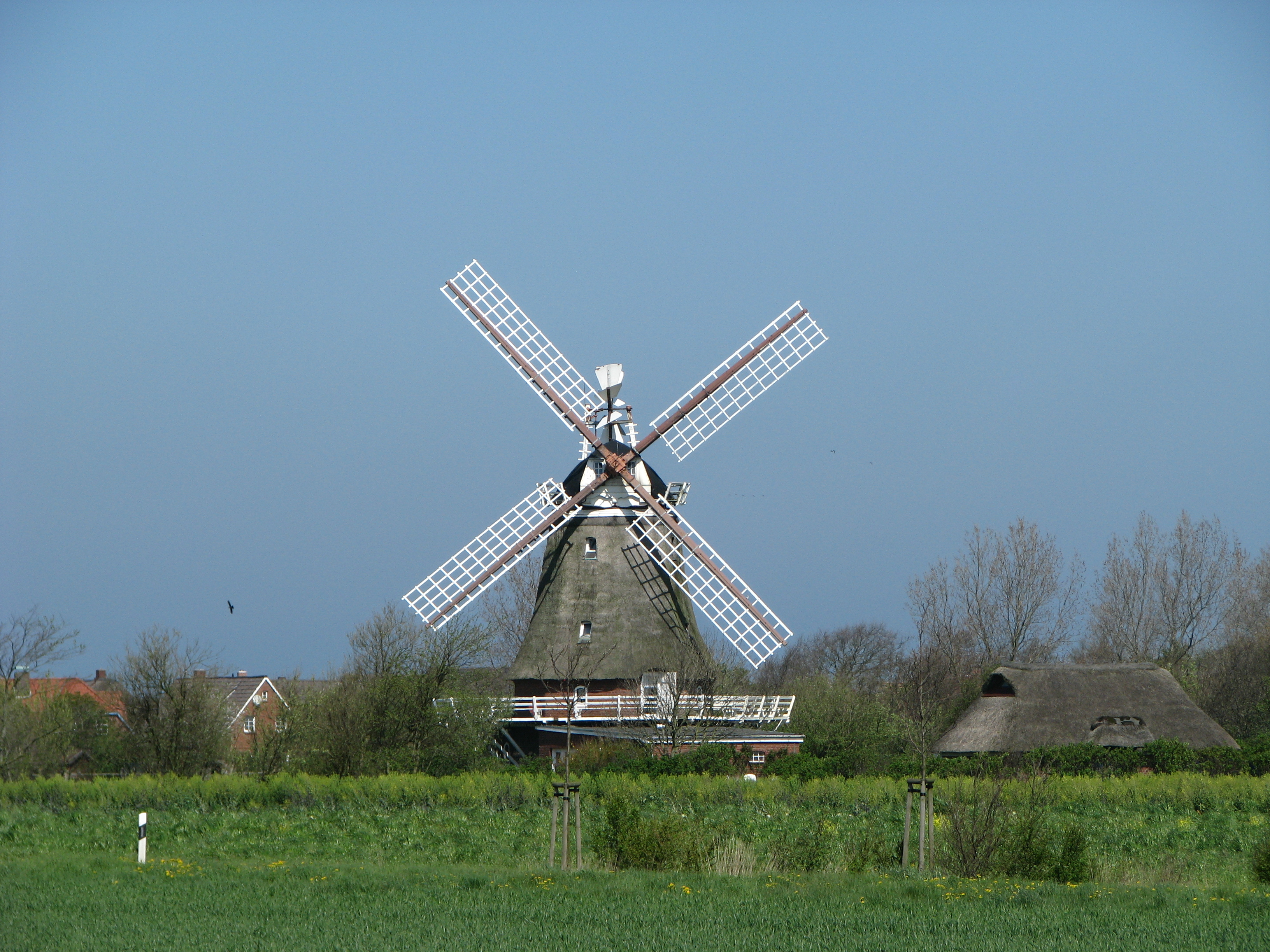
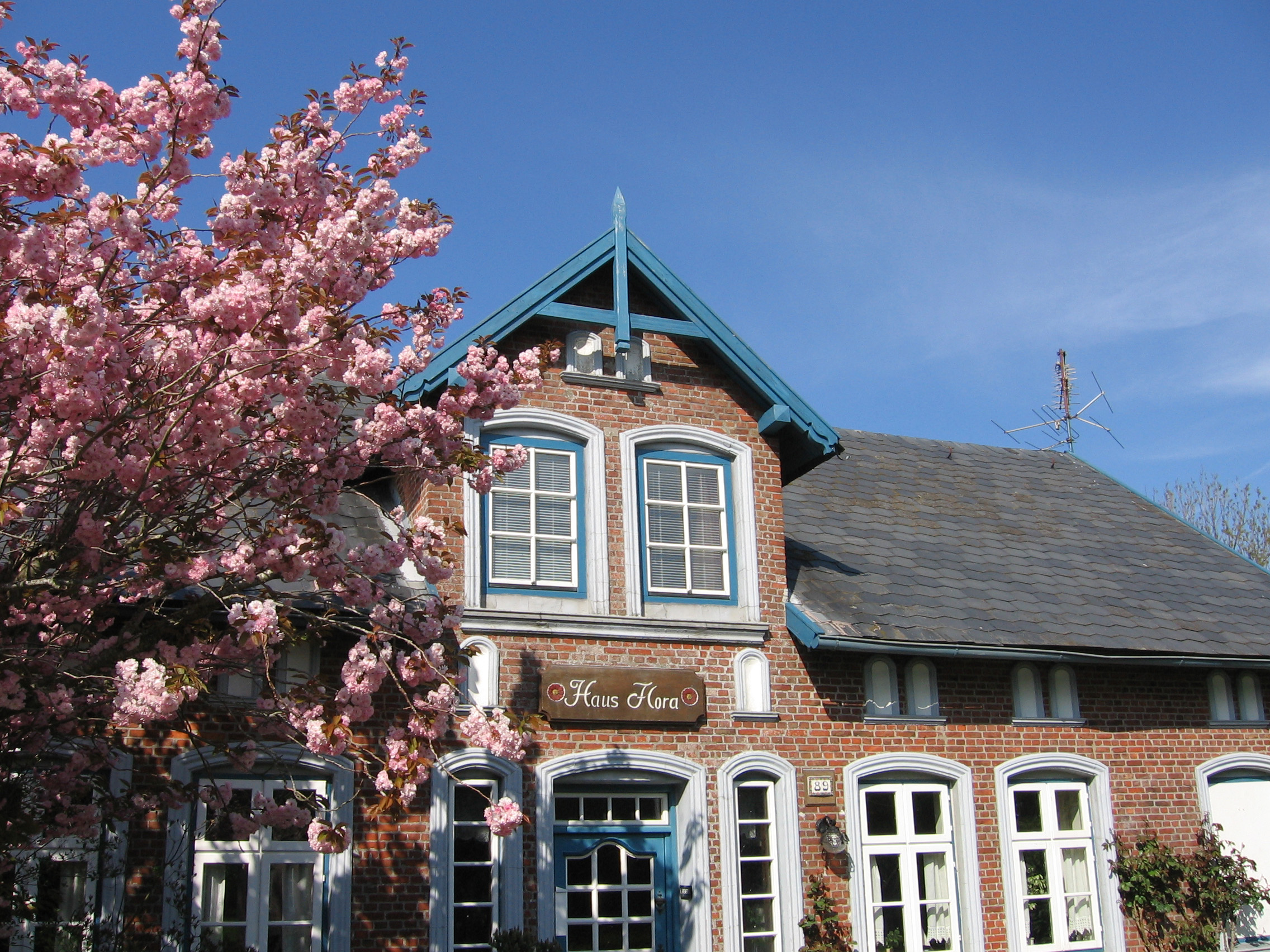